# 雪飑

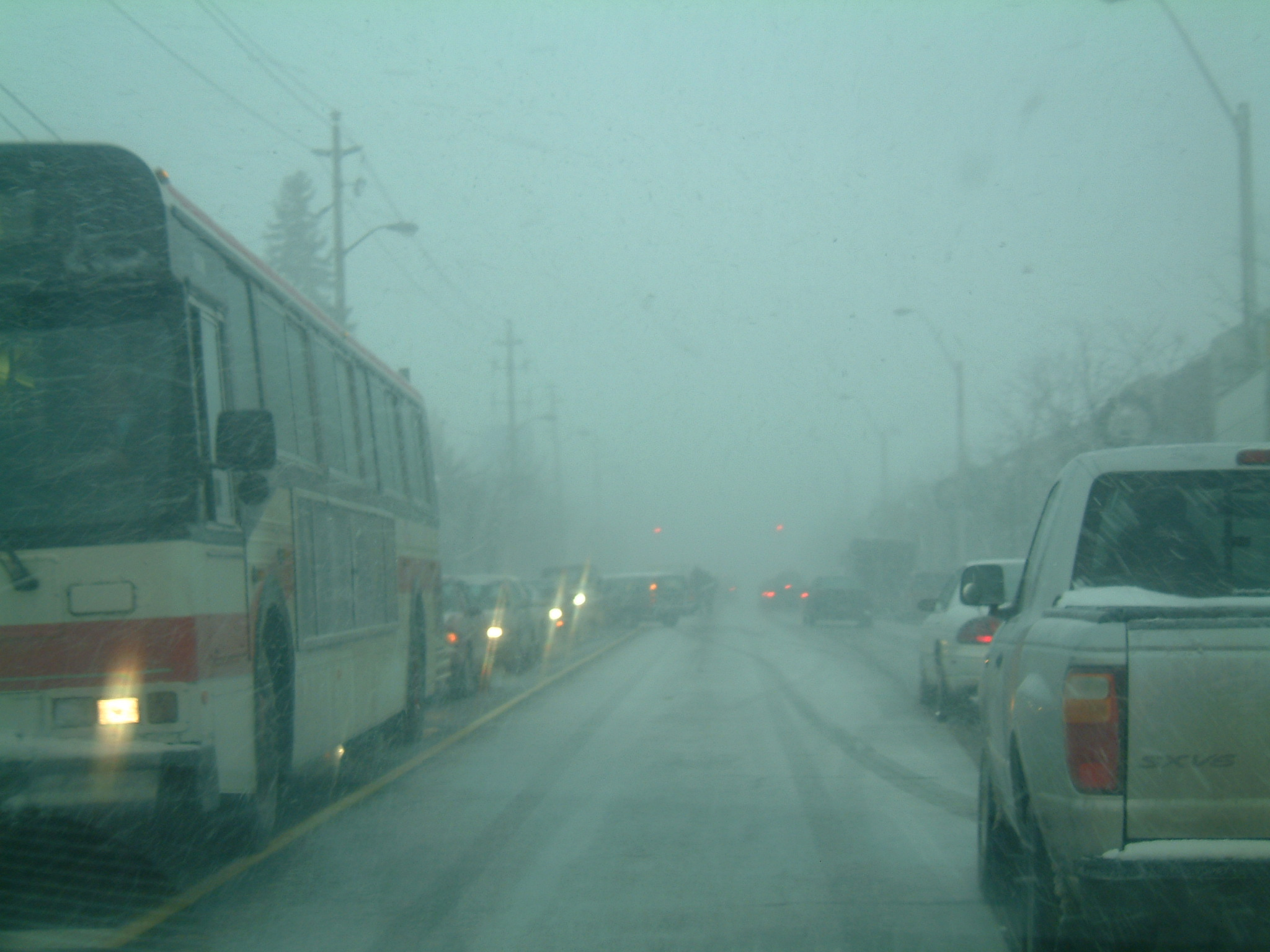
混合型冷鋒湖效應雪颮在交通高峰期襲擊加拿大多倫多。

雪颮是指突然而猛烈的降雪，伴隨著強風和陣風。雪颮有時被稱為白曚天，類似於暴風雪，但在時間或地點上是局部的，且積雪量可能不顯著。

## 類型
雪颮主要有兩種類型：湖效應雪颮和冷鋒雪颮。

### 湖效應雪颮
當北極空氣在冬季移動到較溫暖的開闊水域上空時，會形成對流雲，導致大量降雪。這通常發生在溫帶氣旋的西南部，旋轉的氣旋風將冷空氣帶過相對溫暖的五大湖，形成狹窄的湖效應雪帶，可能會產生大量局部降雪。白曚天條件會影響從湖岸到內陸地區狹窄的走廊，沿著盛行風方向排列。當移動的氣團被較高的地勢抬升時，這種情況會更加顯著。湖效應雪的名字起源於北美的大湖地區，但任何水體都可以產生這種現象。比如，加拿大海事省份就可能經歷這樣的雪颮。
湖效應雪颮影響的地區被稱為雪帶，在這些情況下，每小時常會積下數英寸（厘米）的雪。要形成湖效應雪颮，水面和850毫巴之間的溫差應至少為23華氏度（13攝氏度），地表溫度應接近冰點，湖面未結冰，湖面距離至少100公里（62英里），並且從地面到850毫巴的高度風向剪切應小於30度。在初冬，極冷的空氣覆蓋仍然溫暖的水面甚至可能產生雷暴雪，形成一種伴隨打雷閃電的雪颮。

### 冷鋒雪颮

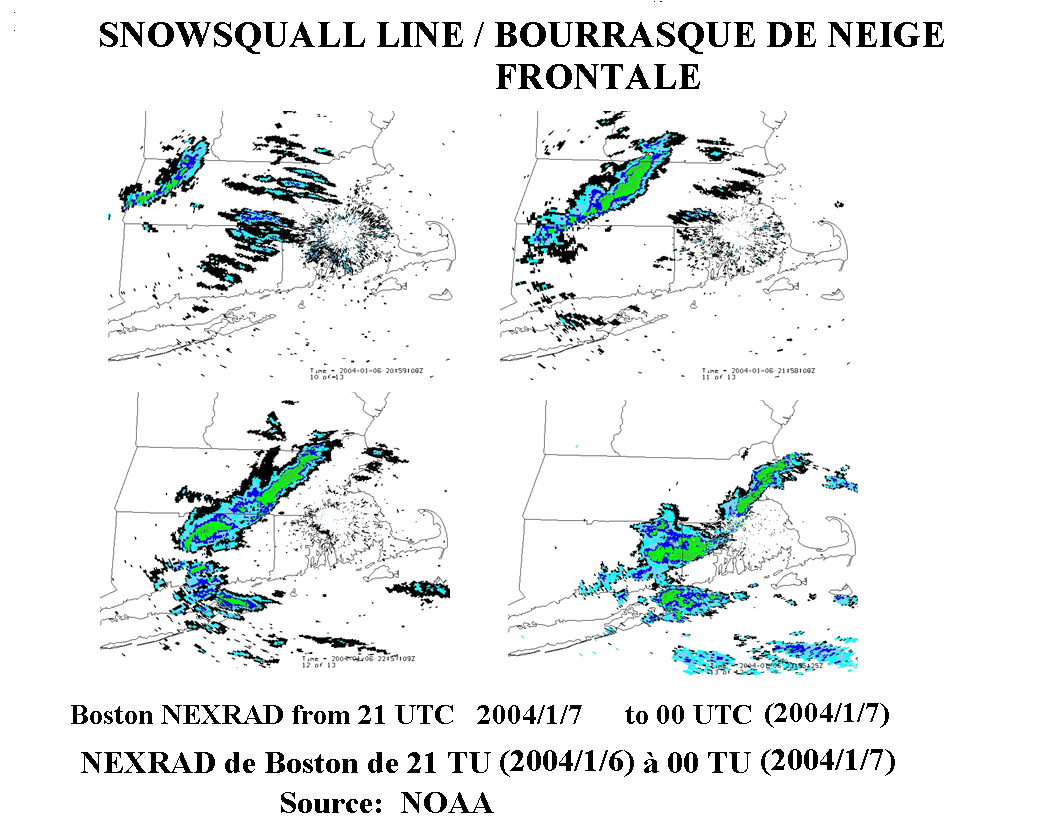
冷鋒雪颮移向美國麻薩諸塞州波士頓

冷鋒雪颮是指當地面溫度接近冰點時，由強對流線（類似於陣風線）產生的劇烈降雪。強對流帶來的濕度足以在其經過的地方產生白曚天條件，風導致劇烈的吹雪。這種雪颮通常在其經過的任何地方持續不到30分鐘，但對流線的運動可以覆蓋很大的距離。冷鋒雪颮可能會在地面冷鋒前方不遠處形成，或在冷鋒後方，在有動力抬升的深低壓系統或一系列槽線的情況下發生，這類似於傳統的冷鋒通過。在冷鋒後發展的雪颮情況下，常見的是兩到三條線性雪颮快速接連通過，彼此之間相隔約25英里（40），每條線在約30分鐘內通過同一地點。
這類似於夏季的雷暴線，但雲頂高度僅為5,000至10,000英尺（1,500至3,000），在雷達上往往難以看到。預測這類事件相當於夏季雷暴陣線的預測：需要有鋒面槽的存在，風向變化和低層急流超過30節（56每小時；35英里每小時）。然而，鋒後冷頂位於850毫巴高度，而不是更高的層次，並且溫度必須至少為−13 °F（−25 °C）。地表水體或已有液態降水提供的濕度也是一個重要的因素，有助於提高露點溫度並飽和邊界層，這可以顯著增加對流可用位能，導致更深的垂直增長和更高的可降水量，增加雪颮可能產生的降雪量。在有大量垂直增長和混合的情況下，雪颮可能會發展出嵌入的積雨雲，導致雷電和雷暴雪。

## 危險性

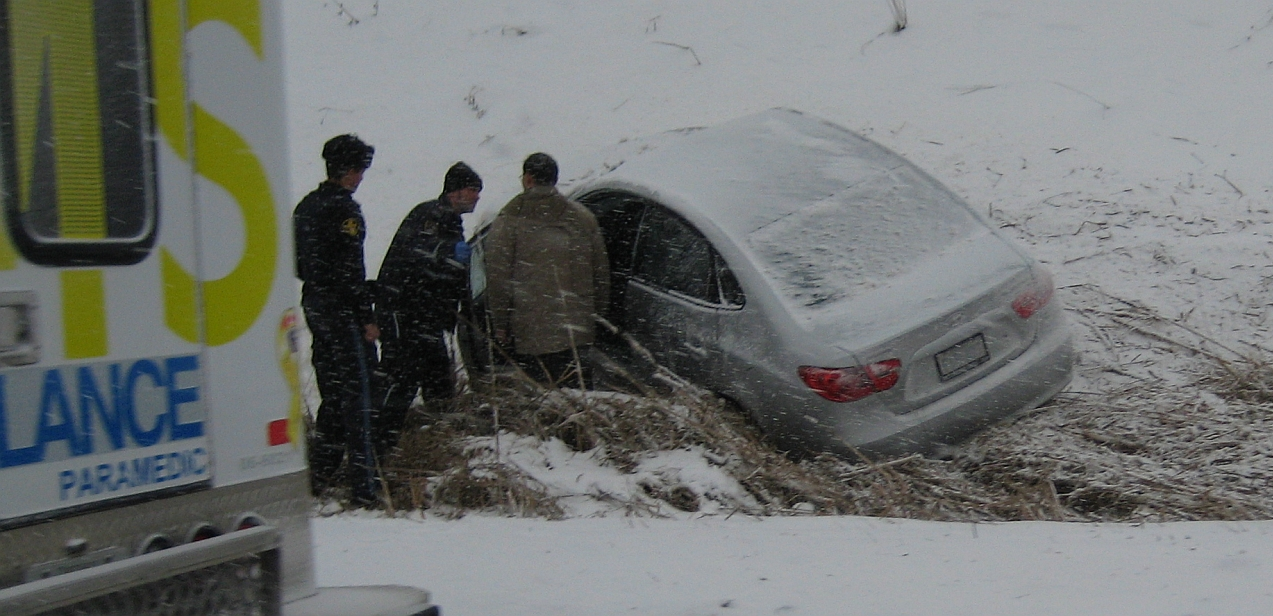
雪颮期間天氣條件迅速惡化，經常導致交通事故。

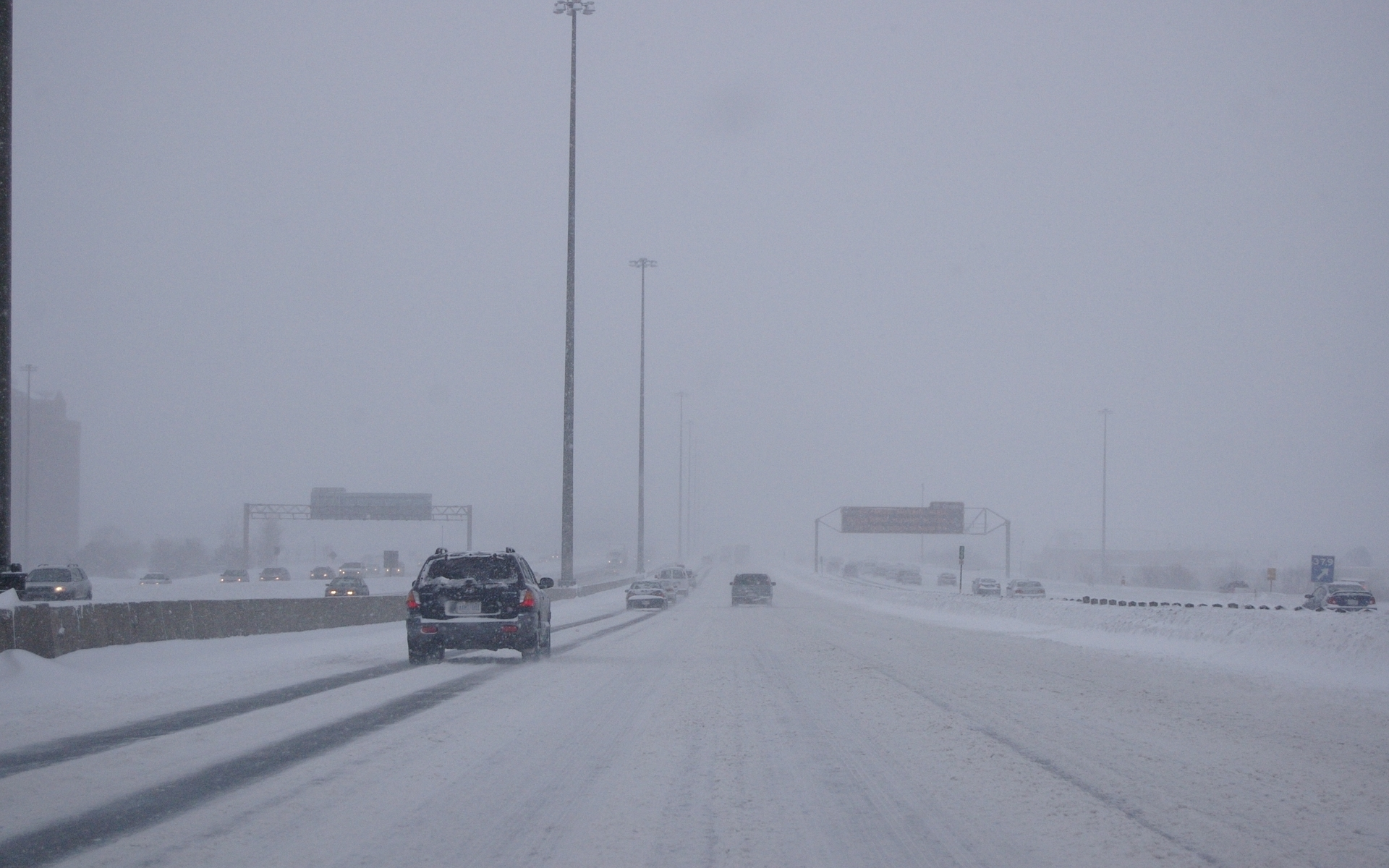
雪颮下多倫多安大略省401號高速公路的路況。

雪颮中的快速惡劣天氣條件經常導致交通事故。無論是湖效應雪颮還是冷鋒雪颮，對於駕駛員、飛機和其他旅行者來說都是非常危險的；甚至可能比暴風雪更危險。天氣條件的變化非常突然，滑溜的路面和因白曚天造成的能見度驟降，經常導致多車相撞事故。在湖效應雪颮的情況下，大量的降雪可能在短時間內積累，可能導致道路封閉和城市癱瘓。例如，2015年1月9日，一場局部的大雪颮在美國密歇根州蓋爾斯堡附近的I-94高速公路上導致193車連環相撞。

## 另見
- 對流
- 降雪
- 湖效應雪颮警告

- 雪颮警報

## 外部連結
- Winter Weather Awareness （页面存档备份，存于） by the US National Weather Service
- Environment Canada - Weather and Meteorology - Hazardous weather-winter hazards （页面存档备份，存于）
- Video of a snowsquall timelapse while driving on Highway 407 ETR in Greater Toronto （页面存档备份，存于）